# Oroz-Betelu
Oroz-Betelu (o Orotz-Betelu in basco) è un comune spagnolo di 210 abitanti situato nella comunità autonoma della Navarra.